# Ботсвана на летних Олимпийских играх 1980
Ботсвана принимала участие в Летних Олимпийских играх 1980 года в Москве (СССР) в первый раз за свою историю, но не завоевала ни одной медали. Сборную страны представляли семь легкоатлетов.

## Лёгкая атлетика
Спортсменов — 7
Мужчины
| Спортсмен         | Вид               | Забег          | Забег | Полуфинал | Полуфинал | Четвертьфинал | Четвертьфинал | Финал     | Финал     |
| Спортсмен         | Вид               | Результат      | Место | Результат | Место     | Результат     | Место         | Результат | Место     |
| ----------------- | ----------------- | -------------- | ----- | --------- | --------- | ------------- | ------------- | --------- | --------- |
| Люсьен Джозиа     | 100м              | 11,15          | 6     | Не прошёл | Не прошёл | Не прошёл     | Не прошёл     | Не прошёл | Не прошёл |
| Люсьен Джозиа     | 200м              | 22,45          | 6     | Не прошёл | Не прошёл | Не прошёл     | Не прошёл     | Не прошёл | Не прошёл |
| Джозеф Рамотсхаби | 400м              | 51,49          | 7     | Не прошёл | Не прошёл | Не прошёл     | Не прошёл     | Не прошёл | Не прошёл |
| Ланга Мудондо     | 800м              | 1:52,5         | 6     | Не прошёл | Не прошёл | Не прошёл     | Не прошёл     | Не прошёл | Не прошёл |
| Исмаэль Мхалади   | 1500м             | 3:59,1         | 9     | Не прошёл | Не прошёл | Не прошёл     | Не прошёл     | Не прошёл | Не прошёл |
| Роберт Чидека     | 5000м             | 14:47,2        | 10    | Не прошёл | Не прошёл | Не прошёл     | Не прошёл     | Не прошёл | Не прошёл |
| Голекане Мосвеу   | 10000м            | 30:38,8        | 12    | Не прошёл | Не прошёл | Не прошёл     | Не прошёл     | Не прошёл | Не прошёл |
| Уилфрид Каренг    | 400 м с барьерами | не финишировал | -     | Не прошёл | Не прошёл | Не прошёл     | Не прошёл     | Не прошёл | Не прошёл |